# رجال يرتدون السواد

صورة تظهر ملابس الرجال الذين يرتدون الأسود

في الثقافة الشعبية و‌نظريات مؤامرة الأجسام الغريبة، يُعتبر الرجال الذين يرتدون السواد (MIB) أشخاصًا يرتدون بدلات سوداء، ويدعون أنهم عملاء شبه حكوميين، ويضايقون، ويهددون، وأحيانًا يغتالون شهود الأجسام الغريبة (UFO) لإبقائهم صامتين بشأن ما يرونه. وكثيرا ما يستخدم هذا المصطلح أيضا لوصف أشخاص غامضين يعملون في منظمات مجهولة، فضلا عن مختلف الإدارات الحكومية التي يُزعم أنها مسؤولة عن حماية الأسرار أو القيام بأنشطة غريبة أخرى. المصطلح عام ويستخدم لأي شخص غير عادي أو مهدد أو غريب السلوك يمكن أن يكون وجوده في مكان الحادث مرتبطًا بمشاهدة الجسم الغريب بطريقة أو بأخرى. أبلغ باحثو وعشاق الجسم الغريب عن عدة لقاءات مزعومة مع أشخاص يرتدون ملابس سوداء. «الرجال باللون الأسود» يفترض أنهم ظهروا خلال لحظات مختلفة من التاريخ.
ألهمت قصة الرجال بالأسود سلسلة الخيال شبه العلمي «رجال بالأسود» وألبوم لفرقة سترينجلر.

## قراءات أخرى
- Clark، Jerome (1996). The UFO Encyclopedia, volume 3: High Strangeness, UFO's from 1960 through 1979. Omnigraphis. ISBN:1-55888-742-3.
- Condon، Edward (1968). Gilmor, Daniel S. (المحرر). Final Report of the Scientific Study of Unidentified Flying Objects. نيويورك: كتب بانتام. ISBN:0-552-04747-3. ISBN.
- Wallace، Chevon. "Albert Bender and the M.I.B. Mystery". Bridgeport Public Schools. مؤرشف من الأصل في 2011-07-19. اطلع عليه بتاريخ 2006-09-10.
- The Mothman Prophecies - 1975 book by John Keel an account of alleged sightings of a large, winged creature called الرجل العثة in the vicinity of Point Pleasant, West Virginia, during 1966 and 1967, it also narrates encounters of the author with "Men In Black"
- فابيو زيربا  [لغات أخرى]‏ - 1979 book by Uruguayan علم الأجسام الطائرة مجهولة الهوية فابيو زيربا [الإنجليزية]